# Alstroemeria crispata
Alstroemeria crispata är en alströmeriaväxtart som beskrevs av Rodolfo Amando Philippi. Alstroemeria crispata ingår i släktet alströmerior, och familjen alströmeriaväxter. Inga underarter finns listade i Catalogue of Life.